# João Vasconcelos
João Manuel Duarte Vasconcelos (Portimão, 8 de Março de 1956) é professor e deputado do Bloco de Esquerda.

## Biografia
É licenciado em História e mestre em História Contemporânea, com vários estudos publicados no âmbito da história local e regional, sendo autor da tese “O 18 de Janeiro de 1934 – História e Mitificação", que trata das lutas do movimento operário ao 'Estado Novo' de Salazar.
Notabilizou-se enquanto ativista e porta-voz da Comissão de Utentes da Via do Infante (CUVI), na luta contra as portagens no Algarve. A sua popularidade junto dos algarvios levou à eleição como vereador da cidade de Portimão, nas eleições autárquicas de 2013, tendo já anteriormente ocupado a função de deputado municipal, eleito em 2005.
Foi eleito deputado pelo Distrito de Faro, nas eleições legislativas de 2015.
É vice-presidente da Comissão de Defesa Nacional, na Assembleia da República.